# 单叶淫羊藿
单叶淫羊藿（学名：Epimedium simplicifolium），为小檗科淫羊藿属下的一个种。

## 扩展阅读
維基物種上的相關：单叶淫羊藿